# Barbus sp. 'Pangani'
Espèce
Barbus sp. ‘Pangani’ est une espèce de poissons d’eau douce de la famille des Cyprinidae mais pour l'instant non décrite.

## Systématique
Ce poisson s'apparente à Barbus apleurogramma (Barbe à nageoires rouges d'Afrique de l'Est) et est actuellement à l'étude pour sa description formelle. Pour l'instant cette espèce est provisoirement attribuée au genre Barbus, mais appartient probablement à un autre genre.

## Répartition
Barbus sp. nov. 'Pangani' est apparemment endémique au Kenya. Les seuls endroits où il avait été trouvé jusqu'en 2006 étaient les sources de N'joro à la rivière Lumi dans le bassin versant supérieur du fleuve tanzanien Pangani. En raison de cette distribution limitée, il a été classé comme vulnérable par l'UICN, mais cela peut changer lorsque ce poisson sera mieux connu.

## Voir également
Autres espèces similaires non décrites du Kenya : 
- Barbus sp. 'Baringo'
- Barbus sp. 'Nzoia'
- Barbus sp. 'Nzoia 2'